# アハメド・パシャ・カラマンリー・モスク

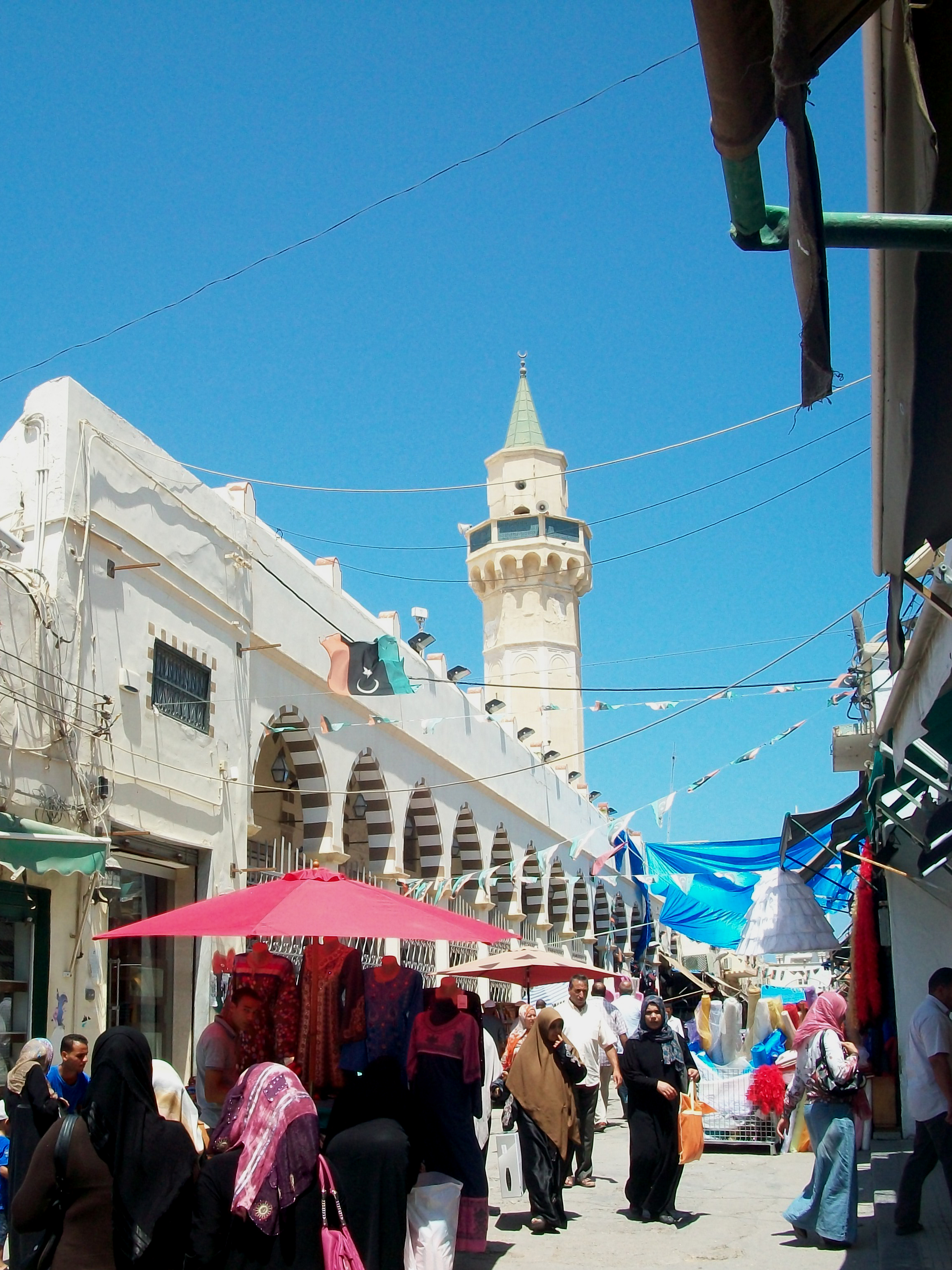
アハメド・パシャ・カラマンリー・モスク

アハメド・パシャ・カラマンリー・モスク（阿: جامع أحمد باشا القره مانلي、Ahmed Pasha Karamanli Mosque）はリビアのトリポリにあるモスク。
1738年にオスマン帝国カラマンリー朝の開祖であるアハメド・パシャが建造した、トリポリ旧市街地における最大のモスクである。